# SN 1992au
SN 1992au – supernowa typu Ia odkryta 28 lipca 1992 roku w galaktyce A001040-4956. Jej maksymalna jasność wynosiła 18,17m.